# El jorobado de Notre Dame (película de 1996)
El jorobado de Notre Dame (The Hunchback of Notre Dame en inglés) conocida como  una película de animación dirigida por Gary Trousdale y Kirk Wise, producida por Walt Disney Pictures y Walt Disney Feature Animation, y estrenada el 21 de junio de 1996. La película es una adaptación de la obra literaria francesa Nuestra Señora de París, escrita por Victor Hugo. Es la 34.ª película en el canon de Walt Disney Animation y se realizó en un período conocido como el Renacimiento de Disney.
Tuvo una secuela, lanzada directamente para vídeo, titulada El jorobado de Notre Dame 2.
La película es considerada como una de las películas animadas más oscuras de Disney, ya que su trama explora temas tan maduros y adultos como el infanticidio, el genocidio, el pecado, la lujuria, el infierno, la condenación, el antiziganismo y la religión a pesar de los cambios realizados por la MPA para otorgar una Clasificación G.

## Argumento
La historia da inicio en Francia, exactamente en el año 1482, cuando Clopin, un divertido y carismático bufón y líder los gitanos de París, le cuenta a un grupo de niños sobre el misterioso campanero que vive oculto en lo más alto de la Catedral de Notre Dame, donde a continuación les cuenta la historia sobre un hombre y un monstruo. En una noche oscura y helada, el cruel Juez Claude Frollo comienza su encarnizada lucha contra los gitanos, entre ellos una gitana que trata de huir con algo entre sus brazos. Frollo, al creer que oculta bienes robados, comienza a perseguir a la mujer hasta luego asesinarla en la entrada de la catedral Notre Dame cuando esta se niega a entregar su carga. Sin embargo, descubre que los ‘‘bienes robados’’ era en realidad un bebé muy extraño: el niño es completamente deforme y jorobado de nacimiento. Frollo planeaba matarlo ahogándolo en un pozo, pero el archidiácono evita que se cometa el segundo crimen, y aconseja a Frollo cuidar al niño y criarlo como si fuera suyo, ya que de lo contrario enfrentaría la ira divina, pues la catedral había sido testigo de todo. Así es como acuerda refugiarlo en el campanario para que nadie pueda ver su monstruosa humanidad, y decide llamarlo Quasimodo que significa "mal formado".
Veinte años después, continuando con el modo de vida que se le ha impuesto, Quasimodo se encuentra triste, porque desea con todo su corazón asistir al Festival de los Bufones que se llevará a cabo en la ciudad. Mientras sus amigas las  gárgolas Hugo, Víctor y Laverne (que sólo cobran vida en su presencia) lo estimulan a que vaya a dicho festejo, su amo le prohíbe completamente salir del campanario.
Entre tanto en los alrededores, el capitán Febo, recién llegado a la ciudad, busca el Palacio de Justicia; sin embargo nadie parece querer ayudarle. En su deambular se encuentra un grupo de gitanos tocando música, y queda sorprendido por la belleza de la gitana bailarina Esmeralda. Inmediatamente, un grupo de soldados intentan detenerla debido bajo las órdenes de Frollo de atrapar a los gitanos que encuentren. Pero gracias a la oportuna intervención de Febo, Esmeralda logra escapar. Los soldados tratan de enfrentar al capitán, pero al darse cuenta de su cargo aceptan llevarlo al Palacio de Justicia, donde tiene su primer encuentro con Frollo. Este le explica sus nuevas tareas como capitán de la guardia de París, que principalmente se basan en atrapar y asesinar gitanos. Menciona sus "terribles" fracasos a lo largo de 20 años, pues aunque lo intenta, este pueblo continúa multiplicándose. Decepcionado y sin entender por qué es ese su deber, el capitán es invitado por el juez a presenciar la fiesta.
Quasimodo, finalmente decidido, baja a formar parte de la celebración. Sin embargo, se encuentra confundido y desorientado debido a la temática de la fiesta. Nada es lo que parece, todo es raro y enredado, y en su intento por ocultarse de la gente cae accidentalmente en la tienda de Esmeralda, la cual se prepara para dar una función en el festival. Él se sorprende ya que ella no muestra rechazo alguno al mirar su cara, pero al salir de la tienda la gitana lo felicita por su "gran máscara". Llegando Frollo a la plaza comienza el verdadero espectáculo: la gitana es presentada como la más bella aparición y entre una nube de polvo rosa aparece "La Esmeralda". Con su baile logra seducir a todo el público, dejando encantados a Febo y Quasimodo, incluso despertando un impuro deseo en Frollo. Después comienza la "broma" del día, en la que se coronará al más feo de la ciudad. Así Esmeralda invita a subir al campanero al escenario, sin saber que en realidad lo que ve no es una máscara, sino su verdadero rostro. Al intentar tirar de él se descubre la verdad. Toda la ciudad observa horrorizada a ese monstruoso ser, y Frollo no puede dar crédito a lo que ve. Pero el jefe de los gitanos, Clopin, llega a salvar la situación y corona a Quasimodo como el "Rey de los bufones", con lo que todo el pueblo lo ovaciona como su nuevo rey de París. Parece ser el momento más feliz para Quasimodo, pero repentinamente unos soldados comienzan a lanzarle frutas y verduras, lo que desencadena una tortura pública hacia él. Quasimodo le pide ayuda a Frollo, pero él se niega, con el fin de castigarlo por desobedecer sus órdenes. La gente sólo se detiene al ver a Esmeralda subir para liberar a Quasimodo. El juez le obliga a que lo deje, pero la gitana decide tomar la oportunidad para reprocharle los maltratos que recibe su gente, exigiendo justicia y llamándolo bufón, llegando a lanzar el sombrero de bufón a sus pies. Frollo intenta detenerla pero ella, con sus habilidades de hechicería, logra escapar y humillar al juez. Este la acusa de brujería y ordena a todo su ejército que la busquen por toda la ciudad de inmediato, entregándola con vida. Quasimodo se disculpa con su amo y promete estar cada día en su cama y no volver a salir, regresando humillado a su refugio.
Al mismo tiempo, Febo descubre a Esmeralda disfrazada de un viejo con su cabra mascota Djali entrando a la catedral para esconderse. Una vez adentro, comienza a acercarse para intentar entablar una conversación. Pero ella, pensando que va a intentar arrestarla, trata de defenderse. Para su sorpresa, Febo le dice que no puede arrestarla mientras esté en la iglesia, y al mismo tiempo le demuestra estar interesado en ella. Esmeralda se da cuenta entonces de que no tiene malas intenciones contra ella; pero son interrumpidos por Frollo y sus soldados dispuestos a arrestarla. Febo, para salvarla, le dice que ella pidió asilo en sagrado y que no puede hacer nada. Frollo, decidido a quebrantar esa ley, es detenido por el Archidiácono quién le recuerda una vez más su obligación (forzosa) de respetar la santidad de la iglesia.
Así, Esmeralda queda atrapada dentro de la catedral, pues la orden de arrestarla en el momento que salga ya está impuesta. Inspirada por el Archidiácono, alza una plegaria en nombre de su pueblo. Desde las alturas Quasimodo la oye y baja inmediatamente, pero es acosado por los campesinos y huye de nuevo al campanario. Esmeralda entonces decide seguirlo para hablar con él. Allí ella logra conocerlo mejor y descubre que detrás de su horrenda apariencia se esconde un ser bondadoso. Él le ofrece que se quede en el campanario, pero ella afirma que no puede ya que va en contra de su sentido de la libertad, por lo que Quasimodo se limita a ayudarla a escapar colgándose por las fachadas y canaletas de los edificios. Antes de irse, Esmeralda lo invita a escapar juntos hacia la Corte de los Milagros (el refugio de los gitanos), pero él la rechaza alegando que no puede volver a decepcionar a su amo. Ella decide entonces regalarle un amuleto para el momento en que se encuentre en dificultades. Le promete que volverá a verlo, y Quasimodo regresa al campanario, pero en el camino se encuentra con Febo. Este intenta preguntar por Esmeralda, pero el campanero, creyendo que quiere arrestarla comienza a atacarlo. Sin embargo, el soldado logra tranquilizarlo, no sin antes comentarle la buena suerte de la gitana de tener un amigo como él, con lo que deja claro a Quasimodo que no tiene malas intenciones contra ella. Ya de nuevo en su hogar, las gárgolas lo felicitan por "espantar" a su rival, pero él se halla confundido en cuanto a qué es lo que siente la gitana por él. Creyendo que por primera vez alguien se ha enamorado de él, talla en madera una figura de Esmeralda. En el Palacio de Justicia, Frollo no logra explicarse cómo la gitana lo seduce tan fácilmente y se cree víctima de un hechizo, poniéndose como fin que si no logra que ella lo ame, la quemaría en la hoguera por brujería. En ese momento, un guardia avisa a Frollo que la gitana ha escapado de la catedral.
Al día siguiente comienza la frenética búsqueda de Esmeralda por toda la ciudad, destruyendo propiedades y apresando a gitanos inocentes, pero sin ningún rastro de ella. Febo observa horrorizado las atrocidades de Frollo. En la casa de un molinero, Frollo los pone a él y su familia bajo arresto domiciliario y enseguida le ordena a Febo que queme la casa, pero él se niega diciendo que no fue entrenado para matar inocentes. Acusándolo de cobarde, Frollo se encarga de incendiar la vivienda, pero el soldado logra entrar salvando a sus habitantes. Los otros guardias golpean a Febo tratando de tomarlo preso. Cuando está a punto de ser ejecutado es salvado por Esmeralda, quien escondida crea una distracción arrojando una piedra al caballo de Frollo y haciendo que se caiga. Aprovechando esta oportunidad, Febo salta al animal y trata de escapar, por lo que Frollo ordena a sus soldados que disparen flechas, consiguiendo herirlo. Febo cae inconsciente desde un puente hacia el río. La gitana secretamente lo rescata y se lo lleva. Al mismo tiempo, en los alrededores de la catedral, los soldados le dan el informe a Frollo de que la gitana no se halló en ningún lado, y mientras se preguntaba cómo podría haber escapado, al escuchar las campanas de la catedral intuye que fue Quasimodo quien la ayudó.
Desde las alturas, las gárgolas observan el negro panorama de la ciudad bajo las llamas y se temen lo peor para la gitana. Quasimodo aparece, mostrándose completamente desesperado. Pero entonces entre las tres tratan de convencer al campanero que ella está bien, y que regresará como lo prometió porque está enamorada de él. En ese instante, ella entra y se dan un abrazo. Pero desesperada, Esmeralda le dice que necesita que le haga un último favor mientras le muestra a Febo herido y le pide a Quasimodo que lo oculte hasta que se reponga. Febo, malherido comienza a volver un poco en sí, mientras que ella lo cura. Terminando de darse cuenta de que están enamorados uno del otro se dan un beso, rompiendo el corazón de Quasimodo que estaba presenciando el momento. Pero esta escena es interrumpida por Djali, quien avisa que Frollo se aproxima. Quasimodo esconde a Febo bajo la mesa y al llegar Frollo se muestra muy nervioso y torpe, hasta que Frollo descubre la figura de madera de Esmeralda y violentamente le reprocha el desastre que ha provocado al ayudarla a escapar de la catedral. Sin embargo, promete liberarlo de su maleficio y le dice dónde se encuentra su escondite, que atacará al amanecer con sus hombres. Febo, con más fuerzas, invita a Quasimodo a advertir a los gitanos de los planes de Frollo; pero el campanero se rehúsa, argumentando que ya no quiere más problemas. Aun así Febo se marcha y las gárgolas terminan por convencerlo.
Quasimodo alcanza a Febo y le habla del amuleto que le regaló Esmeralda. Juntos tratan de descifrarlo y finalmente descubren que es un mapa que los lleva al cementerio. Allí encuentran una tumba que en realidad es una puerta secreta y bajan por ella hacia unos pasadizos subterráneos. Sin embargo son apresados por los gitanos pensando que son espías de Frollo para capturarlos, por lo que en un rápido juicio los condenan a la horca por haber hallado La Corte de los Milagros. Pero Esmeralda logra interferir a tiempo, y ellos los previenen de los planes de Frollo. Para su desgracia, justo cuando los gitanos comienzan a guardar sus cosas para escapar, Frollo y sus hombres irrumpen en la guarida, y Frollo agradece frente a todos a Quasimodo su "ayuda" para encontrar la Corte. Así, condena a todos (incluido Febo) a la hoguera, y ordena que a Quasimodo se lo encadene en el campanario.
Esmeralda está atada a una estaca a punto de ser quemada. Frollo se le acerca, pero como ella se niega a convertirse en su esposa, recibe una vez más un insulto y un desprecio hacia él escupiéndole en la cara, por lo que decide terminar de matarla. Quasimodo, al ver que la están quemando, logra desatarse y rescatarla, mientras Febo, los gitanos, que habían sido liberados, y el resto del pueblo cargan contra los soldados de Frollo en una batalla para liberar la capital. Frollo decide entrar a la catedral para asesinar a Quasimodo y Esmeralda. Después que Quasimodo le reprocha a Frollo la perversión de la que ha sido capaz, Esmeralda, quien se había desmayado por la sofocación vuelve en si y comienzan a huir, quedando Quasimodo colgado del balcón con Esmeralda intentando sostenerlo, mientras que Frollo se revela ante el campanero como el verdadero asesino de su madre. Después de eso, Frollo usa su capa para enredar a Quasimodo y lanzarlo al vacío, pero haciendo que los dos queden colgados, Frollo se balancea hacia el pilar de su derecha, y mientras Esmeralda trata de sostener a Quasimodo, él queda inconsciente por el humo de las llamas. En un último intento para matarlos, el pilar donde se apoyaba Frollo se quiebra, haciendo que pierda el equilibrio y muera al caer desde una gran altura al río de cobre derretido que Quasimodo había arrojado alrededor de la catedral (simbólicamente la gárgola del pilar cobra vida y ruge desafiante a Frollo instantes antes de romperse, también como una señal que inevitablemente está a punto de irse al infierno). Esmeralda no resiste el peso y suelta a Quasimodo, pero es salvado unos pisos más abajo por Febo. Ante esto, el campanero entonces le agradece con un abrazo y acepta entonces el amor entre Esmeralda y Febo. Los tres salen de la catedral a la luz de un día soleado, pero Quasimodo comienza a sentirse rechazado por el pueblo. Sin embargo, para su sorpresa, una niña se acerca a Quasimodo y lo abraza, permitiendo que el resto de las personas finalmente le den la bienvenida a su sociedad, recibiéndolo como a un héroe.

## Banda sonora
| Título en inglés                | Título en español                 | Intérpretes |
| ------------------------------- | --------------------------------- | --- |
| "The Bells of Notre Dame"       | "Las Campanas de Notre Dame"      | David Ogden Stiers, Tony Jay, Paul Kandel y Chorus (Inglés) Alejandro Villeli, Fernando Escandón y Julio Sosa (español)         |
| "Out There"                     | "Afuera"                          | Tony Jay y Tom Hulce (Inglés) Fernando Escandón y Adrián Barba (español)                                                        |
| "Topsy Turvy"                   | "Topsy Turvy/Todo al revés"       | |
| "Humiliation"                   |                                   | Alan Menken y Coro (Inglés) |
| "God Help the Outcasts"         | "Dios ayude a los Marginados"     | Heidi Mollenhauer y Coro (Inglés) Fernanda Meade y Coro (español)                                                               |
| "The Bell Tower"                |                                   | Alan Menken (Inglés) |
| "Heaven's Light / Hellfire"     | "Luz Celestial/Fuego de Infierno" | Tony Jay, Tom Hulce y Coro (Inglés) Fernando Escandón, Adrián Barba y Coro (español                                             |
| "A Guy Like You"                | "Ser Como tú"                     | Charles Kimbrough, Mary Wickes, Jason Alexander y Mary Stout (Inglés) Renée Victor, Francisco López y Moisés Palacios (español) |
| "Paris Burning"                 | "Arde París"                      | Alan Menken y Coro (Inglés) |
| "The Court of Miracles"         | "La Corte de los Milagros"        | Carlo Ragone y Coro (Inglés) |
| "Sanctuary!!"                   |                                   | Alan Menken y Coro (Inglés) |
| "And He Shall Smite the Wicked" |                                   | Alan Menken y Coro (Inglés) |
| "Into the Sunlight"             | "Bajo el Sol"                     | Alan Menken (Inglés) |
| "Someday"                       |                                   | Eternal (Inglés) |

## Premios
| Año  | Premio                            | Categoría                                                                    | Candidato/a                                                           | Resultado | Ref.          |
| ---- | --------------------------------- | ---------------------------------------------------------------------------- | --------------------------------------------------------------------- | --------- | ------------- |
| 1996 | 24º Premios Annie                 | Mejor película de animación                                                  | El Jorobado de Notre Dame                                             | Nominada  | [ 3 ]         |
| 1996 | 24º Premios Annie                 | Mejor dirección                                                              | Gary Trousdale y Kirk Wise                                            | Nominados | [ 3 ]         |
| 1996 | 24º Premios Annie                 | Mejor guion                                                                  | Tab Murphy, Irene Mecchi, Bob Tzudiker, Noni White y Jonathan Roberts | Nominados | [ 3 ]         |
| 1996 | 24º Premios Annie                 | Mejor storyboard                                                             | Brenda Chapman y Will Finn                                            | Nominados | [ 3 ]         |
| 1996 | 24º Premios Annie                 | Mejor animación de personajes                                                | Kathy Zielinski (Frollo)                                              | Nominada  | [ 3 ]         |
| 1996 | 24º Premios Annie                 | Mejor animación de personajes                                                | James Baxter (Quasimodo)                                              | Nominado  | [ 3 ]         |
| 1996 | 24º Premios Annie                 | Mejor animación de personajes                                                | Russ Edmonds (Febo)                                                   | Nominado  | [ 3 ]         |
| 1996 | 24º Premios Annie                 | Mejor diseño de producción                                                   | David Goetz                                                           | Nominado  | [ 3 ]         |
| 1996 | 24º Premios Annie                 | Mejor doblaje                                                                | Demi Moore (Esmeralda)                                                | Nominada  | [ 3 ]         |
| 1996 | 24º Premios Annie                 | Mejor doblaje                                                                | Tom Huice (Quasimodo)                                                 | Nominado  | [ 3 ]         |
| 1996 | 24º Premios Annie                 | Mejor doblaje                                                                | Tony Jay (Frollo)                                                     | Nominado  | [ 3 ]         |
| 1996 | 24º Premios Annie                 | Mejor música                                                                 | Alan Menken y Stephen Schwartz                                        | Nominados | [ 3 ]         |
| 1997 | 69.ª edición de los Premios Óscar | Mejor banda sonora (Comedia o musical)                                       | Alan Menken, Stephen Schwartz                                         | Nominados | [ 4 ]         |
| 1997 | Premios ARTIOS                    | Mejor casting para voz en off animada                                        | Ruth Lambert                                                          | Ganadora  | [ 5 ]         |
| 1997 | Premios ASCAP                     | Películas más taquilleras                                                    | Stephen Schwartz                                                      | Ganador   | [ 6 ]         |
| 1997 | Premios BMI                       | Premio de Música de Cine                                                     | Alan Menken                                                           | Ganador   |               |
| 1997 | 54.os Globos de Oro (1997)        | Mejor banda sonora original                                                  | Alan Menken                                                           | Nominado  | [ 7 ] [ 8 ]   |
| 1997 | 17º Premios Razzie                | Peor película escrita con recaudación superior a los 100 millones de dólares | El Jorobado de Notre Dame                                             | Nominada  | [ 9 ]         |
| 1997 | Premios Golden Reel               | Mejor edición de sonido: largometraje animado                                | John K. Carr                                                          | Ganador   | [ 10 ]        |
| 1997 | Premios Golden Reel               | Largometrajes de animación: edición musical                                  | Kathleen Fogarty-Bennett, Mark Green y Charles Paley                  | Ganadores | [ 10 ]        |
| 1997 | Premios OFTA                      | Mejor puntuación                                                             | Alan Menken y Stephen Schwartz                                        | Nominados | [ 11 ]        |
| 1997 | Premios OFTA                      | Mejor canción original                                                       | "Someday"Music by Alan Menken; Lyrics by Stephen Schwartz             | Nominada  | [ 11 ]        |
| 1997 | Premios OFTA                      | Mejor interpretación de voz en off                                           | Jason Alexander (Hugo)                                                | Nominado  | [ 11 ]        |
| 1997 | Premios OFTA                      | Mejor interpretación de voz en off                                           | Tom Hulce                                                             | Nominado  | [ 11 ]        |
| 1997 | Satellite Awards.                 | Mejor largometraje animación                                                 | El Jorobado de Notre Dame                                             | Ganadora  | [ 12 ] [ 13 ] |
| 1997 | Premios Saturn                    | Mejor película de fantasía                                                   | El Jorobado de Notre Dame                                             | Nominada  | [ 14 ]        |
|      | Premios Young Artist              | Mejor largometraje familiar: animación o efectos especiales                  | El Jorobado de Notre Dame                                             | Nominada  | [ 15 ]        |

## Doblaje
| Personaje          | Actor de Voz (inglés) | Actor de Voz (España)                            | Actor de Voz (Hispanoamérica)                                |
| ------------------ | --------------------- | ------------------------------------------------ | ------------------------------------------------------------ |
| Quasimodo          | Tom Hulce             | Luis Posada Adel Hakki (Canciones)               | Jorge Roig Jr. Adrián Barba (Canciones)                      |
| Juez Claude Frollo | Tony Jay              | Constantino Romero                               | Fernando Escandón                                            |
| Capitán Febo       | Kevin Kline           | Armando Carreras                                 | Salvador Delgado                                             |
| Esmeralda          | Demi Moore            | Marta Barbará Sol Pilas (Canciones)              | Rebeca Rambal Fernanda Meade (canciones)                     |
| Clopín             | Paul Kandel           | Jesús Castejón                                   | Julio Sosa                                                   |
| Hugo               | Jason Alexander       | Salvador Aldeguer                                | Herman López Francisco López (Canciones)                     |
| Víctor             | Charles Kimbrough     | Antonio Crespo Juan Manuel Escamilla (Canciones) | Moisés Palacios                                              |
| Laverne            | Mary Wickes           | Carmen Contreras                                 | Reneé Victor                                                 |
| Archidiácono       | David Ogden Stiers    | Miguel Ángel Jenner                              | José Roberto ''Tito'' Reséndiz Alejandro Villeli (Canciones) |
| Madre de Quasimodo | Mary Kay Bergman      | Marta Tamarit                                    | Fabiola Stevenson                                            |

## Datos adicionales
- Durante la introducción, en la escena de la persecución al caballo de Frollo (Snowball) tras la madre de Quasimodo, se introduce en la banda sonora que acompaña a la acción, un coro que recita la letra de Dies irae.
- Mientras Quasimodo canta Afuera se puede ver por las calles de París a Bella, de La bella y la bestia (1991).
- Durante la batalla final se puede oír cómo cuando caen algunos hombres al vacío, uno de ellos lo hace con el famoso grito de Goofy, ¡Ya-jo-jo-hoy!.
- Las dos gárgolas masculinas se llaman Víctor y Hugo, en un claro homenaje al escritor francés autor de la novela Nuestra Señora de París (obra en la que se inspiró la película) de Victor Hugo.
- Durante la batalla final, Laverne lanza un ejército de palomas contra los soldados. Esta escena es también un homenaje al musical El mago de Oz, imitando una de las escenas de esta película y oyéndose de fondo la música de la bruja del Oeste.
- Curiosamente, en esa misma escena, cuando Quasimodo escapa con Esmeralda en brazos, se puede ver a Pumba, del Rey león como una estatua de piedra en el techo del campanario.
- El nombre de Clopin se inspira en el apodo de Clopinel, uno de los autores de la Roman de la Rose.
- En 1999 se adaptó la película como una obra musical en Berlín, con más canciones creadas por los compositores de la película, Alan Menken y Stephen Schwartz. La puesta en escena tiene bastantes diferencias con la película original, así como algunas canciones y personajes eliminados.
- El tema principal de la película para la versión en español, Sueña, es interpretado por Luis Miguel y aparece en los créditos finales. Esta canción es utilizada por Radio Disney Latinoamérica para iniciar sus transmisiones en cada país donde instalan su programación.
- El tema principal de la película para la versión de España, Que Dios Ayude, es interpretado por The Kelly Family y aparece en los créditos finales.
- El clímax de la novela de Victor Hugo (la obra en la que se inspiró la película) difiere del de la película: Esmeralda, tras ser acusada de brujería por Frollo, muere ahorcada en un cadalso. Quasimodo, furioso, mata a Frollo, arrojándolo desde la torre de la catedral. El capitán Febo, quien no amaba a Esmeralda, no muestra preocupación alguna por salvarla, y termina casándose por conveniencia. Finalmente, Quasimodo acude al Gibbet de Montfaucon donde yacía el cadáver de Esmeralda, muriendo de hambre y pena abrazado a ella.
- En la escena de la muerte de Frollo se da a entender que un demonio posee el pilar donde estaba parado y caen para llevarlo al infierno, interpretándose esta escena como un castigo divino para el villano.